# Phascolonus
Phascolonus es un género extinto de marsupiales diprotodontos de la familia Vombatidae que vivieron entre el Plioceno y el Pleistoceno en Australia. La especie más grande, Phascolonus gigas, llegaba a pesar 200 kilogramos.
Phascolonus existió junto a un marsupial aún mayor, Diprotodon, el cual pesaba más de dos toneladas y estaba emparentado distantemente con los uombats actuales. Ambos desaparecieron al final del Pleistoceno en la Extinción masiva del Holoceno junto con muchos otros animales australianos.
En Tea Tree Cave se halló un fósil de Phascolonus de dos millones de años junto al crocodiliano Quinkana.

## Especies
- P. gigas (Owen, 1859)
- P. lemleyi (Archer & Wade, 1976)[4]